# 徳永里朝
徳永 里朝（とくなが りちょう、1855年2月26日（安政2年1月10日） - 1936年（昭和11年）7月15日）は寄席芸人、音曲師。本名は中井 徳太郎。
大坂または京都の生まれ、幼少期に盲人になり、津山検校らに師事し琴や三味線を習得し検校になる。以降検校や音曲の師匠で生計を立てていた、明治維新後の盲官制度の廃止以降は明治10年代から徳永里朝の名で三味線を使った櫓太鼓琴弾き、曲弾きの寄席芸人として上方の桂派の寄席に出演。1889年に上京し3代目春風亭柳枝一門に加わり柳派の寄席に出演、縁かいな節で人気を博す。一時うた沢節のうた沢芝派の3代目哥沢芝金の門下で哥沢芝朝斎を名乗ったこともある。明治30年代後半に廃業し「徳永 徳寿」の名で琴三味線で師匠として生計を立てていた。
SPレコードが残されておりその芸をしのぶことが出来る。